# Richard Davenport
Richard Davenport  (* 12. September 1985) ist ein ehemaliger britischer Leichtathlet, der sich auf den Sprint spezialisiert hat. Seinen größten sportlichen Erfolg feierte er mit dem Gewinn der Silbermedaille mit der britischen 4-mal-400-Meter-Staffel bei den Halleneuropameisterschaften 2005 in Madrid.

## Sportliche Laufbahn
Erste internationale Erfahrungen sammelte Richard Davenport beim Europäischen Olympischen Jugendfestival (EYOF) 2001 in Murcia und gewann dort in 48,59 s die Silbermedaille im 400-Meter-Lauf und sicherte sich auch mit der britischen 4-mal-100-Meter-Staffel in 42,21 s die Silbermedaille. 2003 schied er bei den Junioreneuropameisterschaften in Tampere mit 47,37 s in der ersten Runde über 400 Meter aus und belegte mit der 4-mal-400-Meter-Staffel in 3:09,36 min den vierten Platz. Im Jahr darauf belegte er bei den Juniorenweltmeisterschaften in Grosseto mit 51,59 s den siebten Platz im 400-Meter-Hürdenlauf und gelangte im Staffelbewerb mit 3:07,02 min auf Rang fünf. 2005 gewann er mit der Staffel bei den Halleneuropameisterschaften in Madrid in 3:09,53 min gemeinsam mit Dale Garland, Daniel Cossins und Gareth Warburton die Silbermedaille hinter dem französischen Team. Im Sommer schied er bei den U23-Europameisterschaften in Erfurt mit 47,45 s in der Vorrunde über 400 Meter aus und gewann mit der Staffel in 3:04,83 min die Silbermedaille hinter dem polnischen Team. 2011 belegte er bei der Sommer-Universiade in Shenzhen in 49,98 s den fünften Platz über 400 m Hürden und schied mit der 4-mal-100-Meter-Staffel mit 40,38 s im Vorlauf aus. Im Jahr darauf beendete er seine aktive sportliche Karriere im Alter von 27 Jahren.

## Persönliche Bestzeiten
- 400 Meter: 46,35 s, 30. Mai 2012 in Loughborough
  - 400 Meter (Halle): 47,30 s, 18. Februar 2005 in Birmingham
- 400 m Hürden: 49,76 s, 30. Juli 2011 in Birmingham